# تشارلي هال (لاعبة غولف)
تشارلي هال (بالإنجليزية: Charley Hull)‏ هي لاعبة غولف بريطانية، ولدت في 20 مارس 1996 في Kettering ‏ في المملكة المتحدة.

## وصلات خارجية
- تشارلي هال على موقع رابطة لاعبات الغولف المحترفات (الإنجليزية)
- تشارلي هال على موقع رابطة أوروبا للاعبات الغولف المحترفات (الإنجليزية)
- تشارلي هال على موقع أوليمبيديا (الإنجليزية)
- تشارلي هال على موقع اللجنة الأولمبية البريطانية (الإنجليزية)